# 북스리브로
북스리브로(Books Libro)는 대한민국의 서점이다. 
현재 시공사와 관계가 없다.

## 역사
북스리브로는 1999년에 경기도 고양시 덕양구에 처음으로 화정점을 오픈했으며, 2000년에는 을지서적을 인수하여 지점을 확장해 오늘날에 이른다. 온라인 서점 부문은 2010년에 대교그룹에 넘겼지만 대교그룹 역시 온라인 리브로를 세원북 매각했고, 세원북이 2016년 다시 에스티유니타스에 매각했다 인터넷 서점 리브로는 현재 커넥츠북으로 브랜드를 변경했으며, 오프라인 서점 북스리브로와 무관하다. 

## 영업점
- 홍대점
- 수원점 (수원역 AK플라자 내)
- 분당야탑점
- 화정점
- 평택점 (평택역 민자역사 내)
- 상봉점
- 광양점
- 시흥점 (신세계프리미엄아울렛 내)
- 기흥점 (AK&기흥내)
- 원주점 (AK플라자 내)
- 수내점 (롯데백화점 내)
- 구로점 (NC백화점 내)
- 광명점 (AK플라자 내)

### 과거의 영업점
- 을지점 (구 을지서적)
- 강남점 (구 시티문고)
- 신촌점
- 부산남포점
- 구로점 (AK플라자 내, 2019년 8월 16일 폐점)